# Xenorhina bidens
Xenorhina bidens es una especie de anfibios de la familia Microhylidae.

## Distribución geográfica
Es endémica de Nueva Guinea: Nueva Guinea Occidental (Indonesia) y Papúa Nueva Guinea.

## Estado de conservación
Se encuentra amenazada por la pérdida de su hábitat natural.